# 中国驻瓦努阿图大使列表
本列表为中華人民共和國驻瓦努阿图历任大使名录。

## 历任中国驻瓦努阿图大使

### 中华人民共和国驻瓦努阿图大使（1982年至今）
1982年3月26日，中国和瓦努阿图建交。1989年11月，中国设立驻瓦努阿图大使馆。
| 姓名   | 任命           | 任命           | 到任           | 递交国书       | 免职           | 免职           | 离任           | 外交衔级 | 外交职务     | 备注         |
| 姓名   | 全国人大常委会 | 主席           | 到任           | 递交国书       | 全国人大常委会 | 主席           | 离任           | 外交衔级 | 外交职务     | 备注         |
| ------ | -------------- | -------------- | -------------- | -------------- | -------------- | -------------- | -------------- | -------- | ------------ | ------------ |
| 申志伟 | 1982年8月23日  | 不適用         | 1983年2月      | 1983年2月17日  | 1983年9月2日   | 不適用         | 1985年2月10日  | 大使     | 特命全权大使 | 驻斐济兼     |
| 申志伟 | 1984年7月7日   | 不適用         | 1983年2月      | 1983年2月17日  | 1985年3月21日  | 1985年5月7日   | 1985年2月10日  | 大使     | 特命全权大使 | 驻斐济兼     |
| 冀朝铸 | 1985年3月21日  | 1985年9月29日  | 1986年2月      | 1986年2月17日  | 1987年3月19日  | 1987年7月16日  | 1987年5月      | 大使     | 特命全权大使 | 驻斐济兼     |
| 徐明远 | 1987年3月19日  | 1987年8月15日  | 1987年9月      | 1987年10月19日 | 1990年12月28日 | 1991年3月7日   | 1991年3月      | 大使     | 特命全权大使 | 驻斐济兼     |
| 孙保生 | 不適用         | 不適用         | 1989年         |                | 不適用         | 不適用         | 1991年7月      |          | 临时代办     | 筹备开馆     |
| 杜钟瀛 | 1991年3月2日   | 1991年5月13日  | 1991年7月      | 1991年7月22日  | 1993年7月2日   | 1993年8月30日  | 1993年8月      | 大使     | 特命全权大使 | 兼驻基里巴斯 |
| 詹道德 | 1993年7月2日   | 1993年8月30日  | 1993年9月      | 1993年9月14日  | 1996年7月5日   | 1996年11月12日 | 1996年10月29日 | 大使     | 特命全权大使 |              |
| 廖金城 | 1996年7月5日   | 1996年11月12日 | 1996年11月     | 1996年11月15日 | 1998年8月29日  | 1999年3月12日  | 1999年2月      | 大使     | 特命全权大使 |              |
| 黄东璧 | 1998年8月29日  | 1999年3月12日  | 1999年3月      | 1999年3月11日  | 2000年12月28日 | 2001年3月30日  | 2001年3月      | 大使     | 特命全权大使 |              |
| 吴祖荣 | 2000年12月28日 | 2001年3月30日  | 2001年3月      | 2001年3月19日  | 2004年6月25日  | 2004年10月14日 | 2004年10月     | 大使     | 特命全权大使 |              |
| 鲍树生 | 2004年6月25日  | 2004年10月14日 | 2004年10月28日 |                | 2007年2月28日  | 2007年8月23日  | 2007年6月      | 大使     | 特命全权大使 |              |
| 程树平 | 2007年2月28日  | 2007年8月23日  | 2007年6月27日  | 2007年6月29日  | 2011年12月31日 | 2012年8月30日  | 2012年8月      | 大使     | 特命全权大使 |              |
| 谢波华 | 2011年12月31日 | 2012年8月30日  | 2012年8月14日  | 2012年8月28日  | 2015年11月4日  | 2016年3月30日  | 2016年2月      | 大使     | 特命全权大使 |              |
| 刘全   | 2015年11月4日  | 2016年3月30日  | 2016年3月20日  | 2016年3月29日  | 2018年2月24日  | 2018年9月7日   | 2018年7月      | 大使     | 特命全权大使 |              |
| 周海成 | 2018年4月27日  | 2018年9月7日   | 2018年8月17日  | 2018年8月21日  | 2022年4月20日  | 2022年9月8日   | 2022年6月      | 大使     | 特命全权大使 |              |
| 李名刚 | 2022年4月20日  | 2022年9月8日   | 2022年8月17日  | 2022年8月30日  | 现任           |                |                | 大使     | 特命全权大使 |              |